# Música Moderna
Música Moderna é o primeiro álbum de estúdio do duo musical português Tochapestana, lançado em setembro de 2014. O álbum é complementado pelo filme Música Moderna - Um disco-filme de Tochapestana que, para além de apresentar os telediscos de todas as canções, inclui material de arquivo da história do grupo, de 2004, ano da sua formação, a 2014.

## Descrição do álbum
O álbum reúne a primeira década da carreira de Tochapestana e contém doze faixas originais, escritas por Gonçalo Tocha e Dídio Pestana, e uma versão da canção de Dina, Pássaro Doido, de 1980, com a participação especial da cantora.
Aquando do seu lançamento, foi recebido positivamente pelos críticos.

## Faixas
1. "Baila Comigo" (coros de Ana e Inês)
2. "Gasolina"
3. "Religioso"
4. "Pratica a tua fé"
5. "Lisboa" (coros de Ana e Inês)
6. "Inter21"
7. "Tara" (feat. Chiara)
8. "Lírico" (coros de Ana e Chiara)
9. "Plástico"(coros de Ana e Chiara)
10. "Macho Masoquista" (arranjos e baixo de Rocha Alves)
11. "Pássaro Doido" (feat. Dina)
12. "Português Verdadeiro"
13. "Piano-Bar"